# آلساندریا
شهر  آلساندریا (به ایتالیایی: Alessandria) با جمعیت ۹۲٬۸۳۹ نفر در ناحیه پیمونت در کشور ایتالیا واقع شده‌است.